# Isuzu 117 Coupé
Isuzu 117 Coupé – samochód sportowy produkowany przez japońską firmę Isuzu w latach 1968–1981. Dostępny jako 2-drzwiowe coupé. Do napędu używano silników R4. Moc przenoszona była na oś tylną poprzez 4- lub 5-biegową manualną bądź 3-biegową automatyczną skrzynię biegów. Następcą został model Piazza.

## Dane techniczne ('68 1800)

### Silnik
- R4 1,8 l (1818 cm³), 2 zawory na cylinder, SOHC
- Producent: Isuzu
- Średnica cylindra × skok tłoka: 84,00 mm x 82,00 mm
- Stopień sprężania: 9,70:1
- Moc maksymalna: 116 KM (86 kW) przy 5800 obr./min
- Maksymalny moment obrotowy: 152 N•m przy 4200 obr./min

### Osiągi
- Przyspieszenie 0-100 km/h: b/d
- Prędkość maksymalna: 180 km/h

## Dane techniczne ('79 1950 XT)

### Silnik
- R4 2,0 l (1949 cm³), 2 zawory na cylinder, SOHC
- Producent: Isuzu
- Średnica cylindra × skok tłoka: 87,00 mm x 82,00 mm
- Stopień sprężania: 8,70:1
- Moc maksymalna: 106 KM (78 kW) przy 5400 obr./min
- Maksymalny moment obrotowy: 148 N•m przy 3800 obr./min

### Osiągi
- Przyspieszenie 0-100 km/h: b/d
- Prędkość maksymalna: 170 km/h

## Galeria

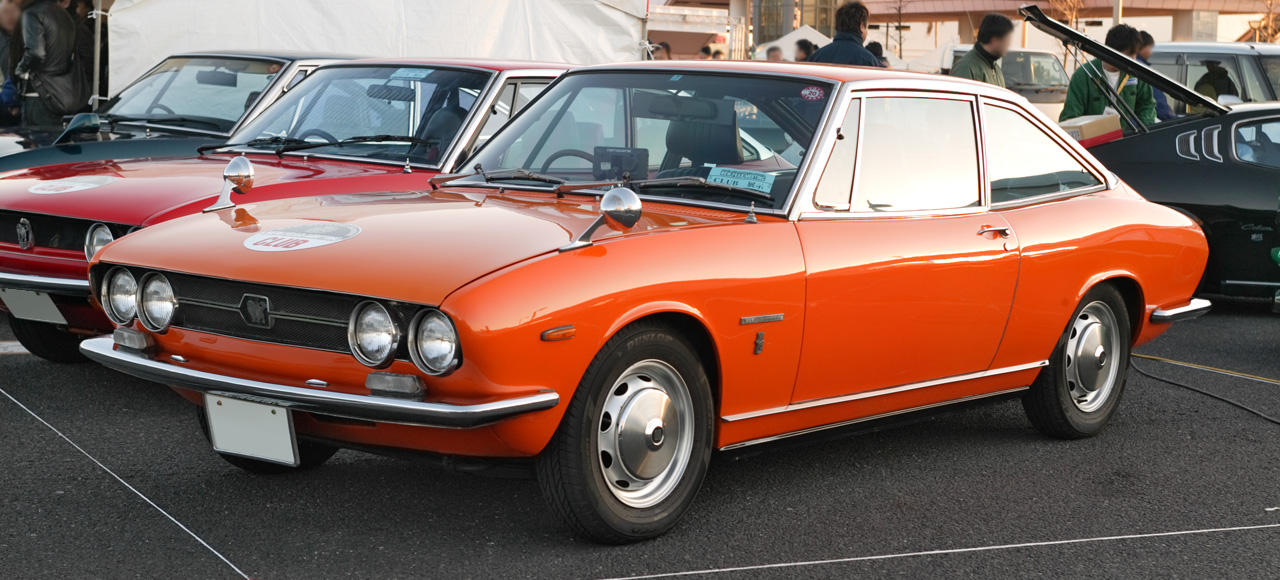
Isuzu 117 Coupé
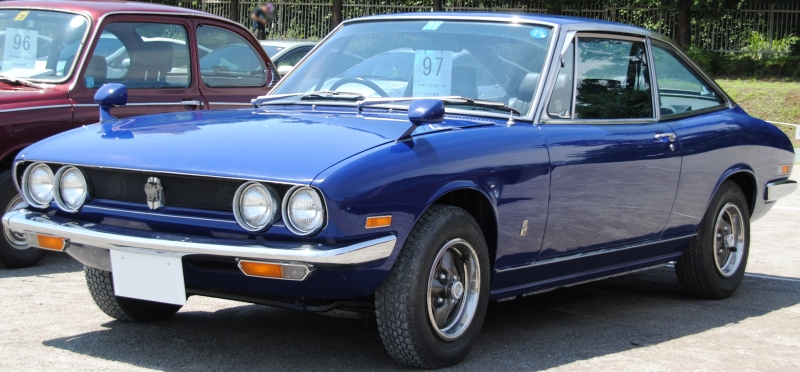
Isuzu 117 Coupé
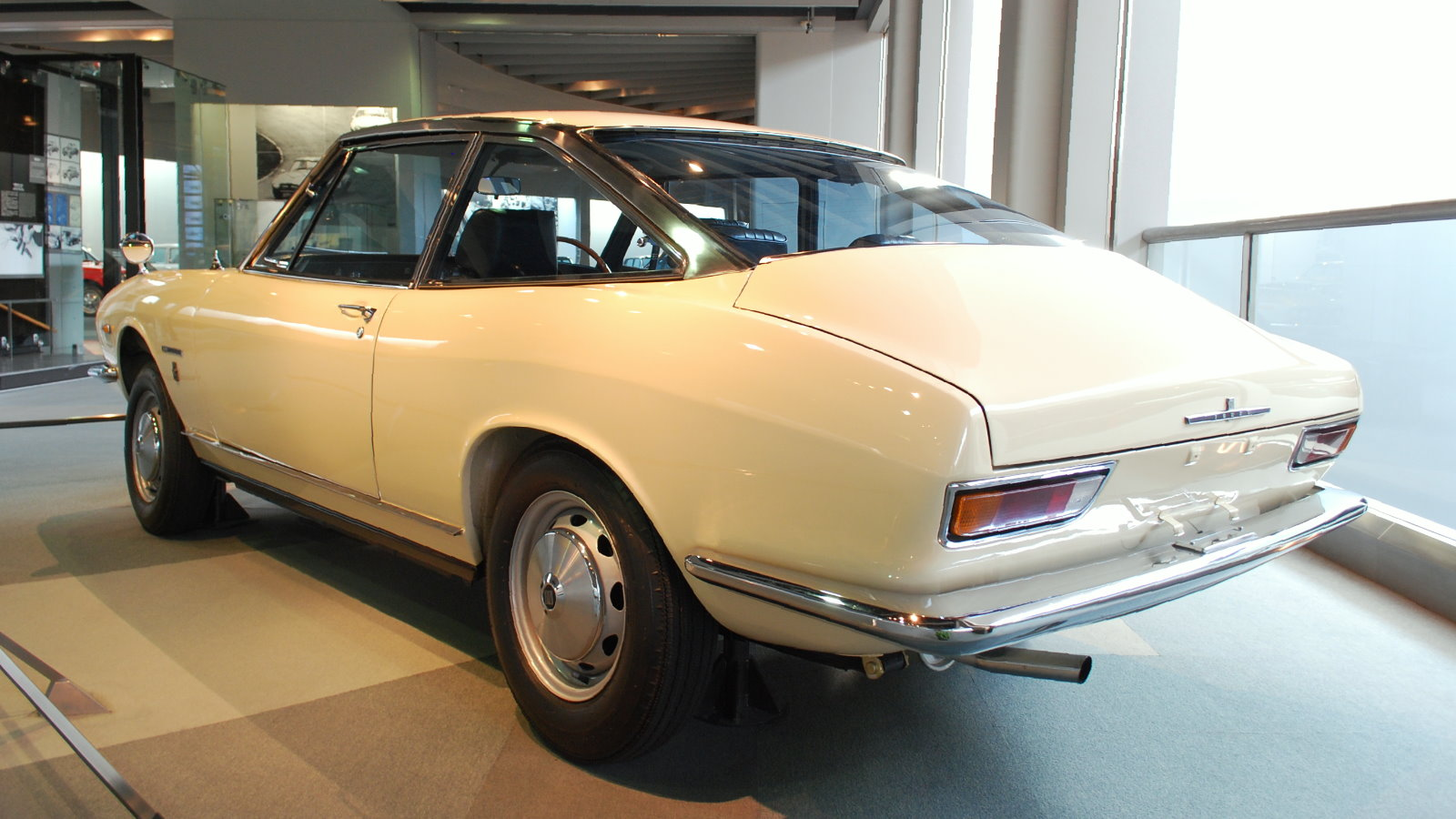
Isuzu 117 Coupé - tył pojazdu
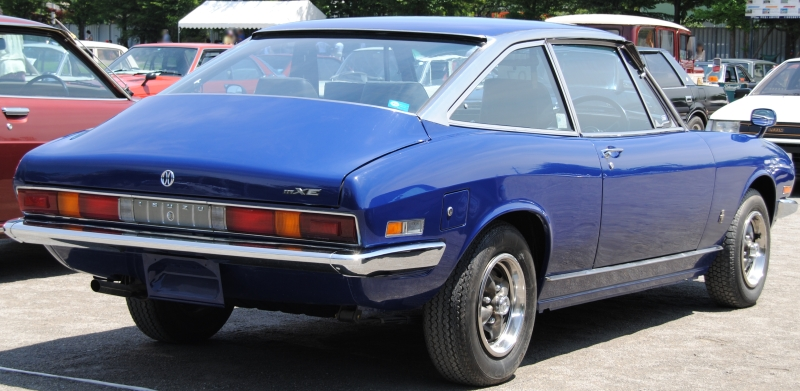
Isuzu 117 Coupé - tył pojazdu